# Bouffant

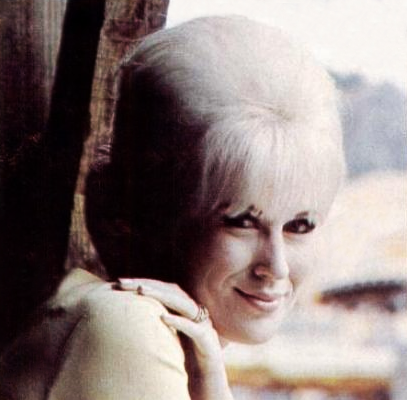
Dusty Springfield met een bouffant in 1966.

Een bouffant is een type kapsel dat wordt gekenmerkt door haar dat hoog op het hoofd is opgeheven en vaak de oren bedekt of aan de zijkanten naar beneden hangt.

## Etymologie
Het Engelse woord bouffant is afkomstig van het Franse bouffante, van het onvoltooid deelwoord bouffer, "opblazen, uitblazen".

## Geschiedenis
De bouffant was een veelgedragen haarstijl in West-Europa van het midden tot eind 19e eeuw. De moderne bouffant werd populair in de jaren 1960 toen first lady Jacqueline Kennedy Onassis deze droeg en overal werd geïmiteerd.
Rond 1965 raakte de bouffant steeds meer uit de mode. Vooral jonge vrouwen gingen lang en gestreken haar dragen, naar voorbeeld van populaire folkrockzangers als Joan Baez, Mary Travers en Cher.

## Bekende personen
Bekende personen die een bouffant-kapsel hebben gedragen zijn onder andere: Jane Fonda, Raquel Welch, Catherine Deneuve, Sharon Tate en Brigitte Bardot. Hedendaagse namen zijn Sarah Jessica Parker, Drew Barrymore en Anne Hathaway.